# Мідні руди
Мідні руди — природні мінеральні утворення, що містять мідь у таких сполуках і концентраціях, при яких їх промислове використання технічно можливе і економічно доцільне.

## Класифікація мідних руд
| Назва                       | Формула                  | % Міді |
| --------------------------- | ------------------------ | ------ |
| халькопірит                 | CuFeS2                   | 34.5   |
| халькозин                   | Cu2S                     | 79.8   |
| ковелін                     | CuS                      | 66.5   |
| борніт                      | 2Cu2S·CuS·FeS            | 63.3   |
| тетраедрит                  | Cu3SbS3 + x(Fe,Zn)6Sb2S9 | 32-45  |
| малахіт                     | CuCO3·Cu(OH)2            | 57.3   |
| азурит                      | 2CuCO3·Cu(OH)2           | 55.1   |
| куприт                      | Cu2O                     | 88.8   |
| хризокола                   | CuO·SiO2·2H2O            | 37.9   |
| Основні мідьвмісні мінерали |                          |        |

Мідні руди поділяють на сульфідні, оксидні та змішані. У первинних рудах більшості промислових родовищ мідь присутня в сульфідній формі. У зоні окиснення вона представлена карбонатами, силікатами, сульфатами, оксидами і ін. сполуками. Відомо понад 200 мідьвмісних мінералів, промислові скупчення утворюють близько 20. Головні мінерали міді в сульфідних рудах, на частку яких припадає понад 90% світових запасів і видобутку міді: халькопірит (34,5% Cu), борніт (52-65% Cu) і халькозин (79,8% Cu). У мідно-нікелевих родовищах в істотних кількостях зустрічається кубаніт (22-24% Cu), в родовищах самородної міді — мідь самородна (98-100% Cu). Головні мінерали міді в окиснених рудах: малахіт (57,4% Cu), азурит (55,5% Cu), хризокола (36,1% Cu), брошантит (56,2% Cu), куприт (88,8% Cu). У мідних рудах часто присутні мінерали Fe, Mo, W, Pb, Co, As. В значних кількостях є Au i Ag, а також V. Родовища міді поділяють на 9 геологічно-промислових типів (мідно-нікелеві, залізо-нікелеві в габроїдах, карбонатитові, скарнові, мідно-порфірові, кварцово-сульфідні, самородної міді, мідистих пісковиків та сланців), що входять в 6 генетичних груп (І. Магматична; II. Карбонатитова; III. Скарнова; IV. Гідротермальна; V. Колчеданна; VI. Стратиформна). У перспективі як самостійний геологічно-промисловий тип можуть оформитися родовища мідьвмісних морських залізо-марганцевих конкрецій та мулів, а також ураново-золото-мідні родовища. Середній вміст міді в різних типах руд коливається в межах 0,3-5%. Мідь присутня в комплексних рудах Ni, Co, Pb, Sn, W, Bi, Au. Головні видобувні країни в кінці XX ст. — на початку XXI ст. — Чилі, США, Канада, Замбія, Конго, Перу. В Україні мідні зрудніння відомі на Донбасі та в межах Українського щита, зокрема на Рівненщині (Рафаїлівський мідно-рудний вузол), на Волині.

### Окремі різновиди мідних руд
Мідно-порфірові руди займають перше місце за запасами і видобутком міді (близько 40% світового видобутку міді). Висока промислова цінність цих руд визначається великими розмірами рудних тіл, неглибоким їх заляганням, рівномірним розподілом металу. Вміст міді в мідно-порфірових рудах коливається в межах 0,4—1,2%. Рудні мінерали — малахіт, азурит, куприт, брошантит, хризокола, халькозин, пірит. Іноді в рудах присутні магнетит, сфалерит, борніт, галеніт, гематит.
В кварц-сульфідних або жильних рудах рудні мінерали представлені магнетитом, халькопіритом і іноді молібденітом, а нерудні — кальцитом, кварцом, серицитом і хлоритом, а також іноді баритом і флюоритом. Для цих руд характерна жильна, прожилкова і вкраплена текстура. Залягають вони на глибини 30—40 м, вміст окиснених руд не перевищує 5% всіх кварц-сульфідних руд. Кварц-сульфідні руди мають другорядне значення.
Родовища самородної міді звичайно утворюються в зоні окиснення деяких мідно-сульфідних родовищ разом з окисненими мінералами міді — купритом, малахітом і азуритом. Самородна мідь може також зустрічатися в мідистих пісковиках і сланцях. Загальні ресурси руд Волинського родовища самородної міді із середнім вмістом міді 1% оцінюються в 28 млн т металу.
Мідно-колчеданні руди характеризуються великою розмаїтістю форм, розмірів і типів взаємовідношень рудних і породних мінералів. Головний рудний мінерал — пірит, є також халькопірит, сфалерит, іноді піротин, галеніт, борніт, халькозин, арсенопірит. Нерудні мінерали — серицит, хлорит, кварц, а також барит, кальцит і сидерит. Відповідно до мінерального складу колчеданні руди підрозділяються на мідні і мідно-цинкові, поліметалічні і сірчані. В сірчано-колчеданних рудах основне значення має сірка, а мідь, свинець, цинк — підлегле.
Стратиформні руди представлені мідистими пісковиками і сланцями. Мідисті пісковики і сланці є другим крупним джерелом одержання міді (близько 30% всіх запасів міді) після руд мідно-порфірового типу. Основним мідним мінералом цих руд є халькозин, а також борніт і халькопірит, іноді присутні ковелін, самородна мідь. В вигляді домішок можуть бути присутніми свинець, цинк, срібло, кобальт і ін.
За текстурними особливостями мідні руди підрозділяють на суцільні або масивні і вкраплені.
Суцільні сульфідні мідно-піритні руди, зазвичай багатіші за вкраплені, характеризуються високим вмістом сірки (до 90—95%), яка представлена піритом в зростках з сульфідами міді і цинку. Співвідношення міді, цинку і сірки в суцільних мідно-колчеданних рудах досягає 1:1:20.
Основні запаси міді зосереджені у вкраплених рудах. Найбільш розповсюдженими є мідно-порфірові руди і мідисті пісковики. Мідно-порфірові руди звичайно містять халькопірит і пірит, а як цінні супутні компоненти — молібден і золото. Мідисті пісковики, як правило, мають незначний вміст піриту, а мідні мінерали в них часто представлені халькозином і борнітом, що дозволяє при їхньому збагаченні отримувати концентрати з високим вмістом міді. У мідистих пісковиках срібло зв'язане з халькозином і у меншому ступені з борнітом.
В мідних, мідно-піритних і піритних рудах часто міститься золото. В подрібнених рудах золото знаходиться як у вільному стані, так і в тісному зв’язку з сульфідами міді і заліза. Кількість вільного золота в рудах звичайно невелика, однак вилучення його завжди виправдовує застосування гравітаційного збагачення. Особливо ефективним є уловлення вільного золота в циклі подрібнення і класифікації встановленням відсаджувальних машин, відцентрово-гідравлічних пасток, струминних концентраторів (встановлюються на пісках класифікатора замість піскового жолоба з нахилом 12-14°), флотаційних камер з пасткою для золота і короткоконусних гідроциклонів з кутом конусності 90 – 140° (встановлюються на зливі класифікатора або пісках класифікаційного гідроциклона). Недоліком гідравлічних пасток є порівняно низька здатність до уловлення дрібного золота, великі витрати води і легка засмічуваність залізним скрапом. Дрібне золото вилучають на шлюзах з ворсистою поверхнею.
При збагаченні флотацією мідних і мідно-піритних руд, які містять золото, звичайно виділяють золото-мідний концентрат або безпосередньо з руди (депресуючи пірит та інші сульфіди заліза), або за схемою з попереднім отриманням колективного золото-мідно-піритного концентрату і подальшим розділенням його на золото-мідний і піритний продукти. При цьому для вилучення золота не застосовують інших реагентів, крім тих, що необхідні для флотації міді. Депресію піриту при флотації золото-мідних руд або при розділенні золото-мідно-піритних концентратів здійснюють в содово-ціаністому або вапняково-ціаністому середовищі при рН = 9,4-10,5.

## Родовища мідних руд у світі

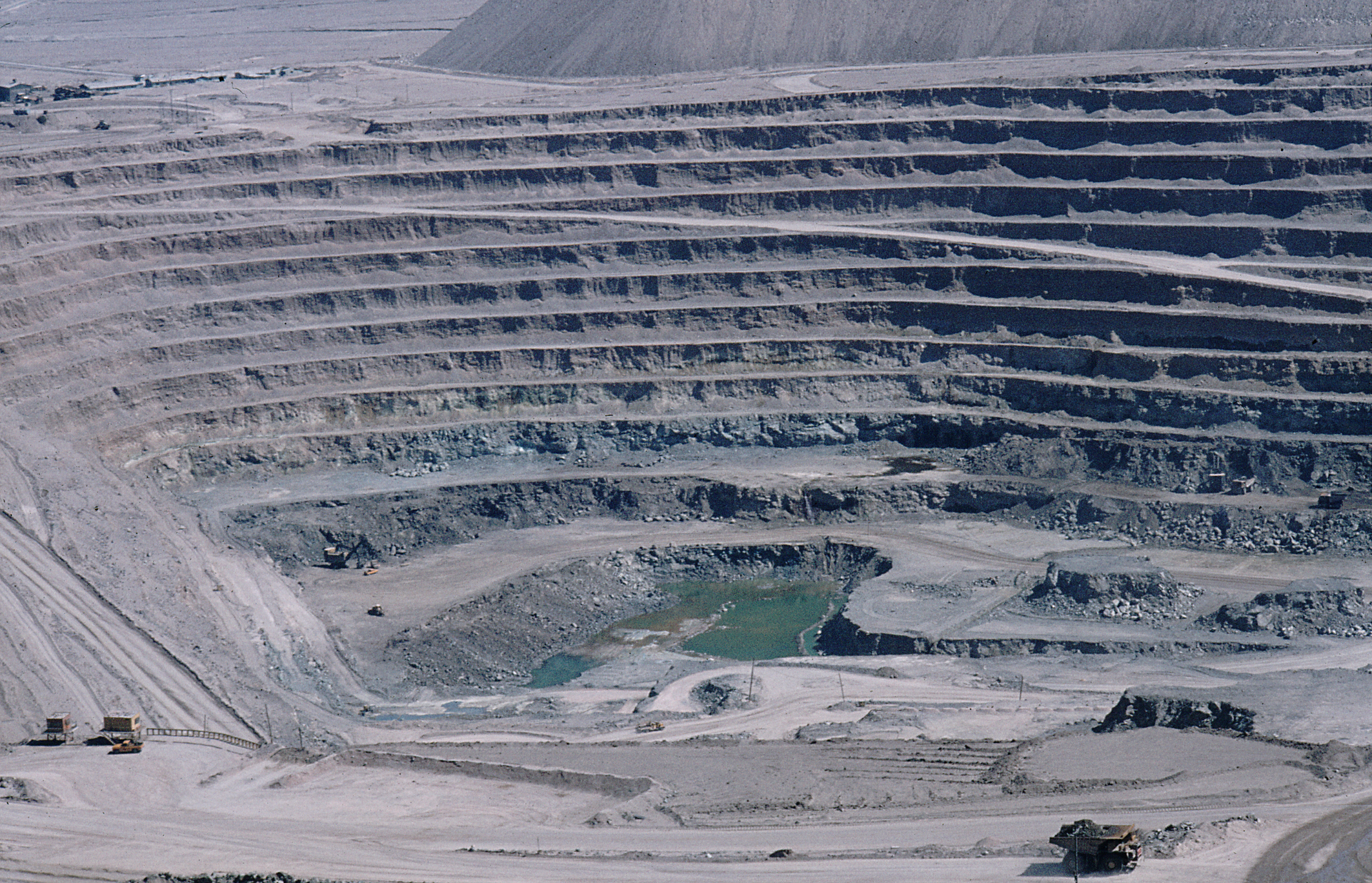
Розробки міді Чукікамата в Чилі

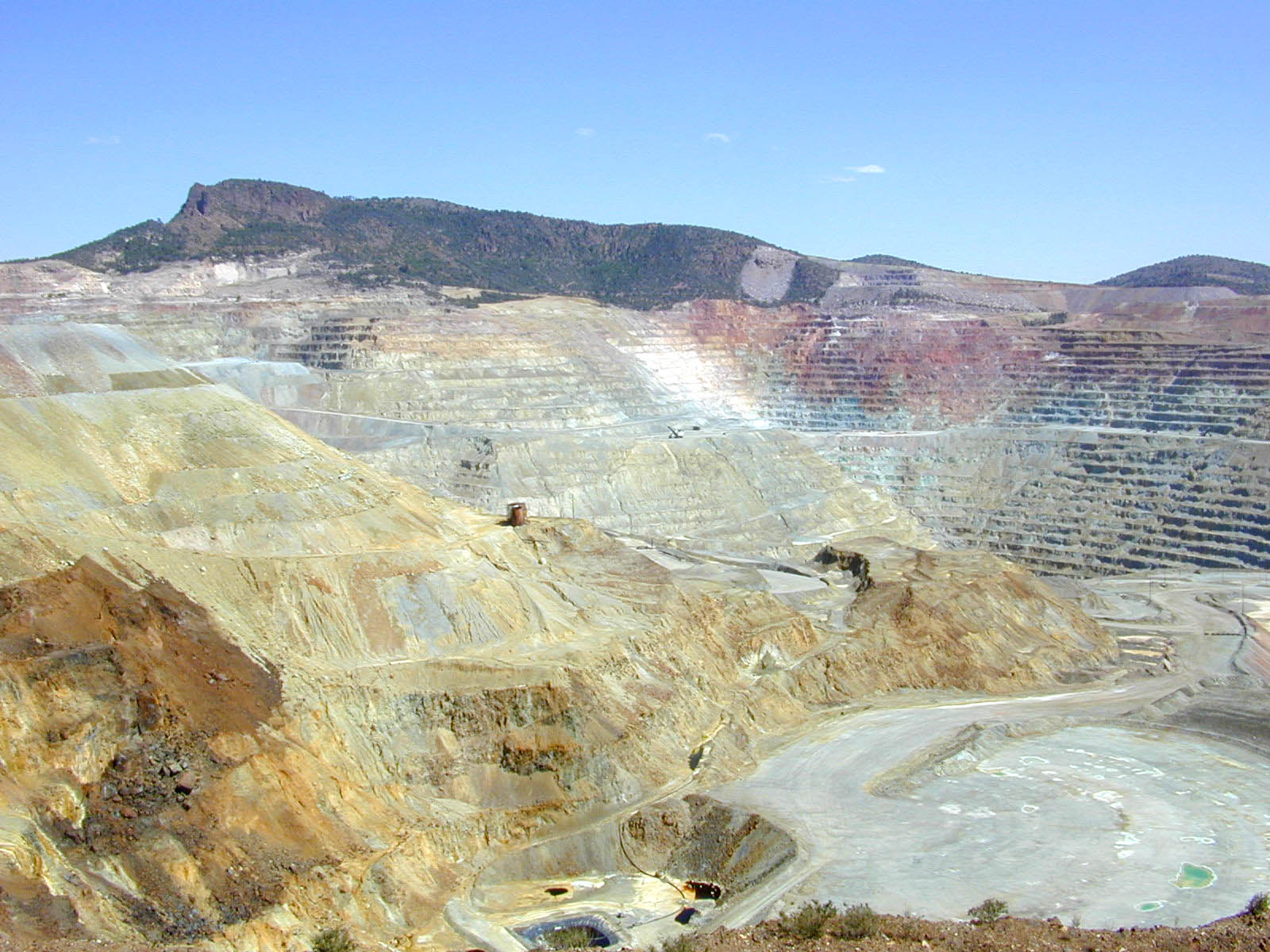
Розробки міді Чіно в США

Унікальні родовища мають запаси понад 5 млн т міді (Тенієнте, Чукікамата в Чилі і ін.), дуже великі — 5-1 млн т, середні — 1-0,2 млн т і дрібні — менше 0,2 млн т міді. Багаті руди містять Cu 3-2,5%, рядові — 2,5-1% і бідні — менше 0,5%.
Серед промислових родовищ міді виділяються: магматичні, карбонатитові, скарнові, плутоногенні гідротермальні, вулканогенні гідротермальні, колчеданні і стратиформні типи.
Магматичні родовища представлені сульфідними мідно-нікелевими рудами і мідно-ванадієвими комплексними рудами, з яких, крім міді (вміст 1-2%) і нікелю, видобувають також кобальт, золото, платину і розсіяні елементи. Нерудні мінерали представлені головним чином плагіоклазом і піроксеном.
До таких родовищ належать в Росії: Печенга, Аллареченське, Монча (Кольський півострів); Талнах, Октябрське, Норильськ (Красноярський край); у Фінляндії — Порі; Швеції — Кльова; Канаді — Садбері, Томпсон США — Стіллуотер і в ПАР — Бушвельд, Інсізва.
До групи вулканогенних гідротермальних родовищ належать рідкісні вияви формацій самородної міді (родовище оз. Верхнього, США). Такі рудопрояви відомі в Азербайджані, на Уралі, Кольському півострові, в Казахстані і Гірській Шорії. Мідні і мідно-цинкові колчеданні родовища відомі на Уралі (Гай, Сибай), в Мугоджарах (Пріорське), на Кавказі (Уруп, Кафан), в Туреччині (Ергані), на Кіпрі (Скуршо-Тісса), у Болгарії (Радка), Іспанії (Ріо-Тінто), Норвегії (Леккон), Швеції (Боліден), США (Юнайтед Верде), Канаді (Кідд-Крік), Японії (Бессі) та інші. Руди складені сульфідами заліза (на 80-90%) і містять S до 40%, Cu 3-5%, Zn 2-4%. Попутно вилучають Cd, Se і Te.
Карбонатитові мідні руди дуже рідкісні, в них крім міді міститься магнетит, а породи представлені карбонатами, олівіном, апатитом. Представником карбонатитових є родовище Палабор (ПАР). Родовище комплексне, містить мідь (в середньому 0,68%), залізо і фосфатну сировину. Запаси міді оцінюються в 1,5 млн т.
Скарнові родовища міді — комплексні, в них присутні молібден, кобальт, бісмут, селен, телур, залізо, свинець, стибій, арсен, нікель, олово, вольфрам. Сульфідні мінерали в цих рудах мають нерівномірне вкраплення і асоційовані з епідотом, кварцом, кальцитом. Ці родовища відомі в Казахстані (Саяк), РФ — на Уралі (Тур'їнська група), в Західному Сибіру (Юлія), США (Кліфтон, Бісбі), Мексиці (Долорес) та інші. Вміст міді в них високий, але нерівномірний (10-1%, в середньому 1,5-3%). Руди, крім міді, містять Mo, Au, Hg, Co, Bi, Se, Te.
Серед плутогенних гідротермальних родовищ виділяються мідно-порфірові і жильні. До перших належать родовища великих скупчень небагатих мідних або молібден-мідних прожилково-вкраплених руд штокверкового типу в порфірових інтрузіях. Вони відомі в Казахстані (Коунрад), Узбекистані (Кальмакир), Закавказзі (Каджаран), на території країн колишньої Югославії (Медет, Асарел), Чилі (Тенієнте), Перу (Токепала), Панамі (Сьєрро-Колорадо), США (Бінгем-Каньйон, Моренсі, Мануель), Канаді (Веллі-Коппер) та інші. Середній вміст міді в первинних рудах 0,2-0,7%, в зоні повторного збагачення він збільшується до 1-1,5%. Попутно видобувається Мо (0,005-1,05%), Se, Te і Re. Жильні родовища поширені, але великі об'єкти зустрічаються рідко. До них належать Чатиркульське і Жайсанське (Казахстан), Рсен і Вирлі Бряг (Болгарія), Б'ютт, Магма (США), Матаамбре і Елю-Кобрі (Куба). Рудні жили при потужності 0,3-10 м простежуються на глибину до 500—600 м і в довжину до 10 км. Вміст міді досягає 4-5%. Попутно видобуваються благородні і розсіяні метали.
До гідротермальних відносять родовища мідно-порфірові, кварц-сульфідні і самородної міді.

## Ресурси міді в Україні

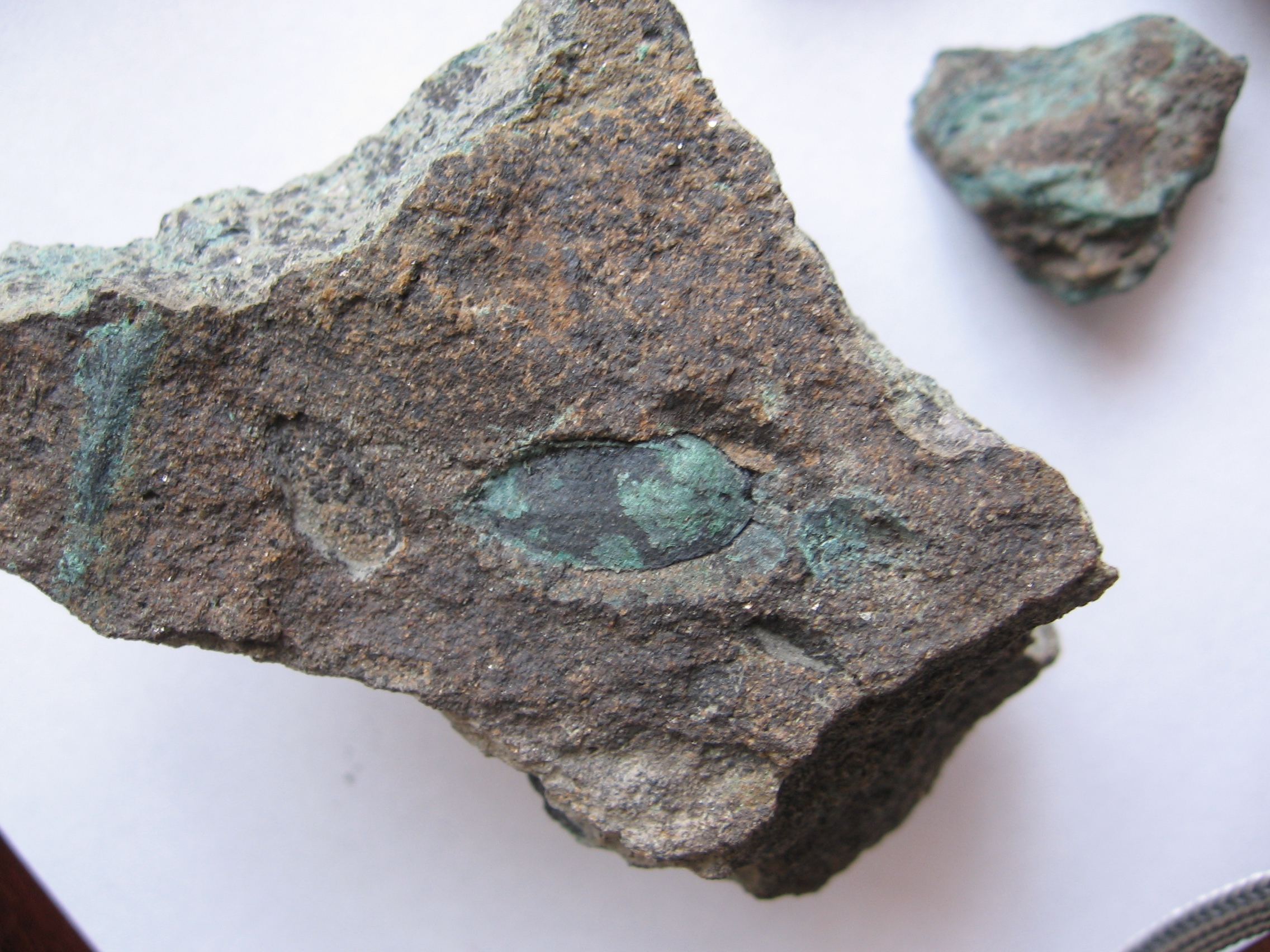
Мідна руда з давнього рудника «Картамиш», що на Донбасі.

Мідисті пісковики Бахмутської улоговини (Донбас) розроблялися в епоху бронзи (ІІ тис. до н. е., зокрема копальня «Картамиш»).
Сучасні розвідані родовища мідних руд в Україні невідомі. Перспективні та прогнозні ресурси мідних руд оцінені: у Волинському регіоні (в утвореннях трапової формації рифей-венду), на Донбасі і в Дніпровсько-Донецькій западині (в утвореннях теригенної червоно-кольорової формації пермі, в межах Українського щита в Середньо-Придніпровському та Волинському регіонах та ін. Прогнозні ресурси міді в цьому регіоні складають близько 2 млн т; в Карпатському регіоні (у метаморфізованих вулканітах Рахівського масиву).
Найбільший інтерес являють ресурси самородної міді в трапах Волині (Луківсько-Ратнівська зона). Тут мінералізація самородної міді встановлена в смузі шириною 3-6 км і довжиною до 120 км. Зруденіння локалізується у верхніх мигдалекам'яних частинах базальтових лав. Рудопрояви цього району зіставляються з аналогічними родовищами міді Верхнього озера (США), але за своїми якісними показниками вони не мають аналогів: вміст міді в рудному концентраті становить 99,5% та вище при наявності срібла до 0,03%, золота до 1 г/т, платини — 0,8 г/т і паладію — 0,4 г/т. Загальні ресурси руд Волинського району із середнім вмістом міді 1,0% оцінюються в 28 млн т металу.
В Україні виділяються два провідних геолого-промислових типи родовищ міді: самородномідний у вулканогених товщах (Волино-Подільська плита) і стратиформний в пісковиках і сланцях (Дніпровсько-Донецька западина, Південний Донбас, Волино-Подільська плита, Складчасті Карпати, Передкарпатський прогин).  